# 北海道富川高等学校
北海道富川高等学校（ほっかいどうとみかわこうとうがっこう、Hokkaido Tomikawa High School）は、北海道沙流郡日高町（旧門別町）にある公立（道立）の高等学校である。

## 学科
全日制課程
- 普通科
  - アドバンスコース
  - キャリアビジネスコース

## 沿革
- 1949年 - 北海道静内農業高等学校（現在の静内高）富川分校として開校
- 1951年 - 北海道富川高等学校として独立
- 1955年 - 道立に移管
- 2017年3月 - 商業科閉科

## アクセス
- 道南バス「富川高校前」停留所[1]。

## 著名な出身者
- 遠藤桂一（平取町長）